# Show (альбом The Cure)
Show — концертный альбом английской группы The Cure, записанный за две ночи в «Пэлас оф Оберн-Хиллс», Мичиган и выпущенный в 1993 году, на волне успеха от турне Wish tour. Show также выпущен в виде концертного видео.
Show выпущен примерно в одно время с Paris и содержит в себе поп-ориентированные композиции, такие как «Just Like Heaven», «Pictures of You» и «Friday I’m in Love». Paris же состоит, в основном, из их культовой классики начала 80-х.
Большинстве релизов Show являются двойными альбомами. Существуют различные версии списка композиций. Версия, выпущенная в США, содержит только один диск. Песни, не попавшие на однодисковое издание («Fascination Street», «The Walk» и «Let’s Go to Bed») были выпущены в виде мини-альбома «Sideshow». Версия CD-i содержит дополнительные композиции.

## Список композиций

### Диск первый
1. Tape — 2:25
2. Open — 7:18 (Wish)
3. High — 3:31 (Wish)
4. Pictures of You — 7:38 (Disintegration)
5. Lullaby — 4:25 (Disintegration)
6. Just Like Heaven — 3:37 (Kiss Me, Kiss Me, Kiss Me)
7. Fascination Street — 5:00 (Disintegration)
8. A Night Like This — 4:46 (The Head on the Door)
9. Trust — 5:15 (Wish)

### Диск второй
1. Doing the Unstuck — 4:00 (Wish)
2. The Walk — 3:33 (Japanese Whispers)
3. Let’s Go to Bed — 3:38 (Japanese Whispers)
4. Friday I’m in Love — 3:35 (Wish)
5. In Between Days — 2:55 (The Head on the Door)
6. From The Edge of the Deep Green Sea — 7:55 (Wish)
7. Never Enough — 4:46 (Mixed Up)
8. Cut — 5:32 (Wish)
9. End — 8:04 (Wish)

### Однодисковый вариант
1. Tape/Open — 7:20 (Wish)
2. High — 3:31 (Wish)
3. Pictures of You — 7:38 (Disintegration)
4. Lullaby — 4:15 (Disintegration)
5. Just Like Heaven — 3:34 (Kiss Me, Kiss Me, Kiss Me)
6. A Night Like This — 4:45 (The Head on the Door)
7. Trust — 5:14 (Wish)
8. Doing the Unstuck — 4:00 (Wish)
9. Friday I’m in Love — 3:34 (Wish)
10. In Between Days — 2:55 (The Head on the Door)
11. From The Edge of the Deep Green Sea — 7:55 (Wish)
12. Never Enough — 4:45 (Mixed Up)
13. Cut — 5:32 (Wish)
14. End — 8:04 (Wish)

### CD-i версия (Музыкальное видео)

#### CD-i Первый диск
1. Tape
2. Open (Wish)
3. High (Wish)
4. Pictures of You (Disintegration)
5. Lullaby (Disintegration)
6. Just Like Heaven (Kiss Me, Kiss Me, Kiss Me)
7. Fascination Street (Disintegration)
8. A Night Like This (The Head on the Door)
9. Trust (Wish)
10. Doing the Unstuck (Wish)
11. The Walk (Japanese Whispers)
12. Let’s Go to Bed (Japanese Whispers)
13. Friday I’m in Love (Wish)

#### CD-i Второй диск
1. In Between Days (The Head on the Door)
2. From The Edge of the Deep Green Sea (Wish)
3. Never Enough (Mixed Up)
4. Cut (Wish)
5. End (Wish)
6. To Wish Impossible Things (Wish)
7. Primary (Faith)
8. Boys Don’t Cry (Boys Don’t Cry)
9. Why Can’t I Be You? (Kiss Me, Kiss Me, Kiss Me)
10. A Forest (Seventeen Seconds)

### Sideshow EP
Сюда вошли композиции, не попавшие на однодисковое издание. Запись производилась во время концерта в «Пэлас оф Оберн-Хиллс» в Мичигане.
1. Tape (Intro)
2. Just Like Heaven
3. Fascination Street
4. The Walk
5. Let’s Go to Bed

## Чарты
| Год  | Чарт              | Позиция |
| ---- | ----------------- | ------- |
| 1993 | UK Albums Chart   | 29      |
| 1993 | The Billboard 200 | 42      |

## Участники записи
- Роберт Смит — вокал, гитара
- Саймон Гэллап — бас-гитара
- Порл Томпсон — гитара, клавишные
- Борис Уиллиамс — ударные
- Пэрри Бэмоунт — гитара, клавишные